# Walgrave (Engeland)
Walgrave is een civil parish in het bestuurlijke gebied Daventry, in het Engelse graafschap Northamptonshire met 868 inwoners.